# Babooshka
〈Babooshka〉는 1980년 6월 27일 EMI 레코드를 통해 발매된 잉글랜드의 싱어송라이터 케이트 부시의 노래이다. 같은 해에 발매된 부시의 세 번째 정규 음반 《Never for Ever》의 두 번째 싱글이다. 영국 싱글 차트에서 5위를 기록하고 10주 동안 차트에 머물렀다. 오스트레일리아에서는 3주 동안 2위를 기록하고, 1980년 20번 째로 가장 많이 팔린 싱글이었다. 또한 프랑스에서도 1980년 12월 2위를 기록했다.
록 노래인 〈Babooshka〉는 가명으로 남편에게 러브레터를 보내는 한 여성에 관한 노래로, 페어라이트 CMI 디지털 신시사이저의 사용으로 유명하다.

## 배경
케이트 부시는 1980년 1월부터 6월까지 진행된 《Never for Ever》의 녹음 세션 동안 〈Babooshka〉를 녹음했다. 이 노래는 베이스에 존 기블린이 참여했다 또한 유리를 깨는 샘플을 사용하는데, 이는 당시 새로 출시된 페어라이트 CMI로 만든 샘플 중 초기에 만들어진 샘플이다.
부시는 1980년 호주의 TV 프로그램 카운트다운에 출연하여 〈Babooshka〉를 "남편의 충성심을 시험하려는 아내의 욕망을 담은 노래"라고 언급했다. 이를 위해 아내는 바부시카라는 젊은 여성의 필명으로 남편에게 쪽지를 보내며, 현재 남편이 아내를 바라보는 시선과 정반대가 될까 두려워한다. 부시는 당시 바부시카가 러시아어로 할머니를 뜻하는 단어라는 것을 알지 못했다.

## 뮤직 비디오
뮤직 비디오는 남편을 상징하는 콘트라베이스 옆에서 검은색 옷을 입고 베일을 쓴 부시가 억울한 아내 역을 하는 모습을 담고 있다. 이는 부시의 또 다른 자아인 바부시카(Babooshka)로 사치스럽고 신화적이며 노출적인 "러시아" 의상으로 바뀐다.

## 반응
뉴 뮤지컬 익스프레스의 폴 두 노이어는 이 노래를 두고 "고음의 목소리를 가진 섹시한 가수의 호화로운 기괴함"이라고 표현했다. 〈Babooshka〉는 부시의 데뷔곡인 〈Wuthering Heights〉 다음으로 부시의 두 번째 영국 싱글 차트 상위 5위 곡이 되었으며, BPI로부터 25만 장 이상의 판매량으로 실버 인증을 받았다. 2021년에는 틱톡에서 유행하면서 부시가 유명하지 않은 미국에서 부시를 노출시켰다.

## 트랙 리스트
전체 작사·작곡: 케이트 부시
| #  | 제목              | 재생 시간 |
| -- | ----------------- | --------- |
| 1. | 〈Babooshka〉     | 3:28      |
| 2. | 〈Ran Tan Waltz〉 | 2:40      |

## 참여진
- 케이트 부시 – 보컬, 피아노, 페어라이트 CMI, 야마하 CS-80
- 패디 부시 – 발랄라이카, 백 보컬
- 개리 허스트 – 백 보컬
- 앨런 머피 – 전기 기타
- 브라이언 배스 – 전기 기타
- 존 기블린 – 전기 베이스
- 맥스 미들턴 – 펜더 로즈 피아노
- 스튜어트 엘리엇 – 드럼, 탬버린

## 차트 및 인증
| 차트 (1980)                       | 최고 순위 |
| --------------------------------- | --------- |
| 아르헨티나                        | 8         |
| 오스트레일리아 (켄트 뮤직 리포트) | 2         |
| 핀란드 (수오멘 비랄리넨 리스타)   | 25        |
| 아일랜드 (IRMA)                   | 5         |
| 이스라엘 (IBA)                    | 5         |
| 이탈리아 (무시카 에 디스키)       | 6         |
| 네덜란드 (네덜란드스 탑 40)       | 15        |
| 네덜란드 (싱글 톱 100)            | 24        |
| 뉴질랜드 (리코디드 뮤직 NZ)       | 8         |
| 노르웨이 (VG-리스타)              | 4         |
| South Africa (스프링복 라디오)    | 12        |
| 영국 싱글 (OCC)                   | 5         |
| 서독 싱글 (오피셜 저먼 차트)      | 14        |
| 프랑스 (SNEP)                     | 186       |
| 차트 (2014)                       | 최고 순위 |
| 프랑스 (IFOP)                     | 4         |
| 차트(2022)                        | 최고 순위 |
| 영국 싱글 다운로드 (OCC)          | 67        |

| 차트 (1980)                       | 순위 |
| --------------------------------- | ---- |
| 오스트레일리아 (켄트 뮤직 리포트) | 20   |
| 영국 싱글 (OCC)                   | 84   |

| 국가                                                            | 인증 | 판매량/출하량 |
| --------------------------------------------------------------- | ---- | ------------- |
| 프랑스                                                          | —    | 400,000       |
| 영국 (BPI) 실물                                                 | 실버 | 250,000^      |
| 영국 (BPI) 디지털                                               | 골드 | 400,000       |
| ^출하량을 기반으로 한 인증 · 판매량+스트리밍을 기반으로 한 인증 |      |               |